# Зал, Тимо
Тимо Зал (нидерл. Timo Zaal; род. 9 февраля 2004) — нидерландский футболист, полузащитник молодёжной команды «Фейеноорда».

## Клубная карьера
Зал — воспитанник клуба «Херенвен». 10 апреля 2022 года в поединке против «Гронингена» он дебютировал в Эредивизи.
14 июля 2023 года перешёл в молодёжную команду «Фейеноорда» до 21 года, подписав двухлетний контракт.

## Карьера в сборной
В 2022 году сыграл четыре матча за сборную Нидерландов до 19 лет, дебютировав 4 июня в матче отборочного турнира чемпионата Европы против сборной Норвегии.